# Campachipteria ewingi
Campachipteria ewingi är en kvalsterart som först beskrevs av Berlese 1910.  Campachipteria ewingi ingår i släktet Campachipteria och familjen Achipteriidae. Inga underarter finns listade.